# David Navas
David Navas (Ávila, 10 juni 1974) is een Spaans voormalig wielrenner.

## Belangrijkste overwinningen
1996
- Eindklassement Ronde van Madrid

2000
- Proloog Ronde van Minho

2002
- Trofee Palma de Mallorca

## Resultaten in voornaamste wedstrijden
| Jaar | Ronde van Italië | Ronde van Frankrijk | Ronde van Spanje |
| ---- | ---------------- | ------------------- | ---------------- |
| 1999 | 84e              | 98e                 |                  |
| 2000 |                  |                     |                  |
| 2001 | 88e              |                     |                  |
| 2003 |                  |                     | 71e              |
| 2005 | opgave           |                     |                  |
| 2006 |                  |                     | 126e             |

| Jaar | Milaan-San Remo |
| ---- | --------------- |
| 1999 |                 |
| 2000 | 151e            |
| 2001 |                 |
| 2003 |                 |
| 2005 |                 |
| 2006 |                 |